# Armistizio di Mudanya
L'armistizio di Mudanya è stato un accordo tra Turchia, Italia, Francia e Gran Bretagna siglato l'11 ottobre 1922 nella città di Mudanya, nell'ambito della guerra greco-turca (1919-1922). La Grecia aderì all'armistizio il 14 ottobre.
Secondo i termini dell'armistizio la Tracia sino al fiume Evros e compresa la città di Adrianopoli vennero ceduti dalla Grecia alla Turchia e fu ufficialmente riconosciuta la sovranità turca su Istanbul e sullo Stretto dei Dardanelli.
La soluzione definitiva tra le parti fu elaborata solo durante il Trattato di Losanna.